# Ophiopsila californica
Ophiopsila californica är en ormstjärneart som beskrevs av A.H. Clark 1921. Ophiopsila californica ingår i släktet Ophiopsila och familjen Ophiocomidae. Inga underarter finns listade i Catalogue of Life.